# Beris geniculata
Beris geniculata är en tvåvingeart som beskrevs av Curtis 1830. Beris geniculata ingår i släktet Beris och familjen vapenflugor. Inga underarter finns listade i Catalogue of Life.

## Bildgalleri

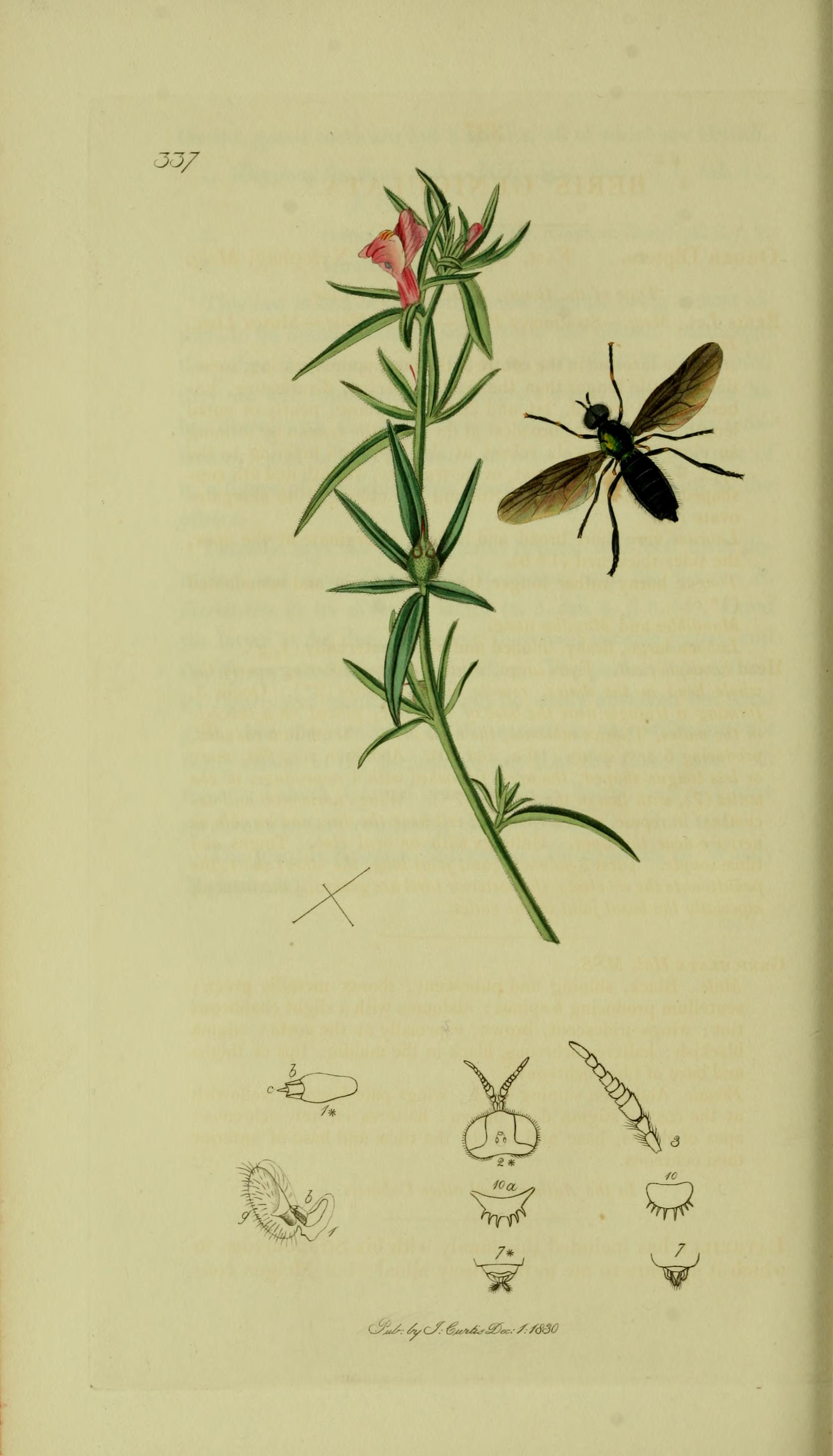